# Piliocolobus foai
Il colobo rosso dell'Africa Centrale (Piliocolobus foai) è una scimmia del Vecchio Mondo della famiglia dei Cercopitecidi. Vive nelle foreste umide della Repubblica Democratica del Congo, della Repubblica del Congo, della Repubblica Centrafricana e del Sudan.

## Tassonomia
La tassonomia di questa specie è piuttosto confusa. Piliocolobus foai era ritenuto, insieme a tutti gli altri colobi rossi, una sottospecie di Piliocolobus badius. Quando venne elevato al rango di specie separata gli venne inizialmente assegnato il nome scientifico di Piliocolobus oustaleti (Trouessart, 1906), ma si trattava di una svista, dato che il taxon foai precede l'oustaleti di 7 anni. Inoltre veniva considerato come sua sottospecie il taxon tephrosceles, ma in seguito agli studi di Groves (2001) anche quest'ultimo è stato riconosciuto come una specie separata, il colobo rosso dell'Uganda. Per come viene considerato attualmente, il colobo rosso dell'Africa Centrale viene suddiviso in 5 sottospecie, nonostante varino molto a seconda dell'autore e siano molto difficili da distinguere l'una dall'altra:
- Piliocolobus foai foai
- Piliocolobus foai ellioti
- Piliocolobus foai oustaleti
- Piliocolobus foai semlikiensis
- Piliocolobus foai parmentierorum